# 米谢日
米谢日（法語：Musièges，法語發音：[myzjɛʒ]）是法国上萨瓦省的一个市镇，位于该省西部偏北，属于圣于连昂热讷瓦区。

## 地理
米谢日（46°0'56"N, 5°57'12"E）面积2.98 平方千米，位于法国奥弗涅-罗讷-阿尔卑斯大区上萨瓦省，该省份为法国东部省份，历史上为薩伏依的一部分，北与瑞士接壤，西接安省，南至萨瓦省，东与瑞士和意大利接壤。
与米谢日接壤的市镇（或旧市镇、城区）包括：肖蒙、希伊、孔塔米讷萨尔赞、弗朗日。
米谢日的时区为UTC+01:00、UTC+02:00（夏令时）。

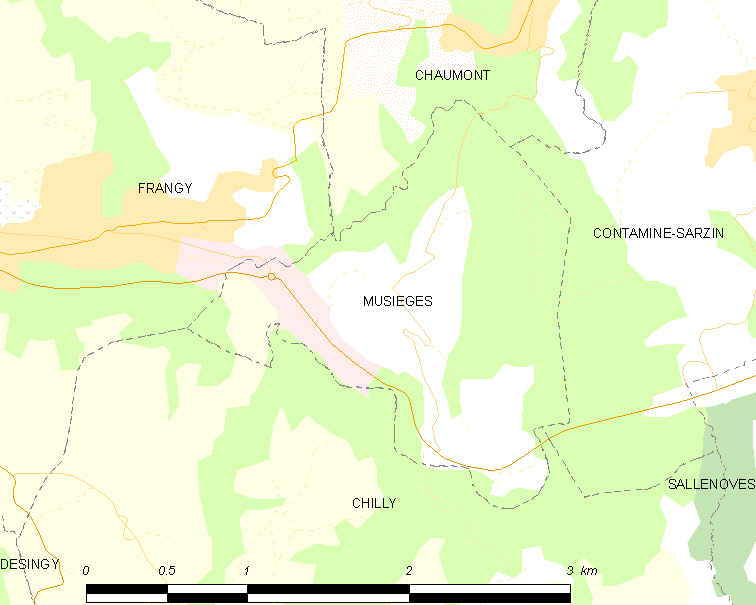
米谢日的OSM定位图

## 行政
米谢日的邮政编码为74270，INSEE市镇编码为74195。

## 政治
米谢日所属的省级选区为圣于连昂热讷瓦县。

## 交通
上萨瓦省省道D187线和D1508线经过米谢日境内。

## 人口

1962-2008年间米谢日人口变化图示

米谢日于2022年1月1日时的人口数量为421人。